# Torre civica (Bergamo)
La torre civica, conosciuta con il nome di Campanone (Campanù in dialetto bergamasco), è un monumento storico della città di Bergamo.
Il Campanone fa parte della rete del Museo delle storie di Bergamo gestita da Fondazione Bergamo nella storia.

## Collocazione
La struttura è situata nella parte alta della città di Bergamo, ovvero nella parte racchiusa tra le mura veneziane.
Posta a fianco del Palazzo della Ragione e del Palazzo del Podestà, raccorda il lato sud con quello occidentale di Piazza Vecchia, che per secoli è stata il centro politico della città orobica.

## Storia
La torre venne costruita nel periodo compreso tra l'XI ed il XII secolo. Inizialmente venne utilizzata come casa-torre di proprietà della famiglia Suardi, uno dei casati più potenti di quei tempi, appartenente alla schiera dei ghibellini.  Indicata con il termine hospicio, che nel medioevo corrispondeva alla definizione di grande casa, divenne nel '300 hospicio magno comnis pergami in quo morantur rectores comunis Pergami apud turrim dicti hospicii, quindi grande ospizio dove abitavano i rettori presso la torre. Probabilmente in questo tempo la torre venne ampliata. Forse vennero edificate altre stanze però sulle proprietà vescovili sostituirono infatti la porticus nova che si trovava sul lato della piazza di san Vincenzo. 

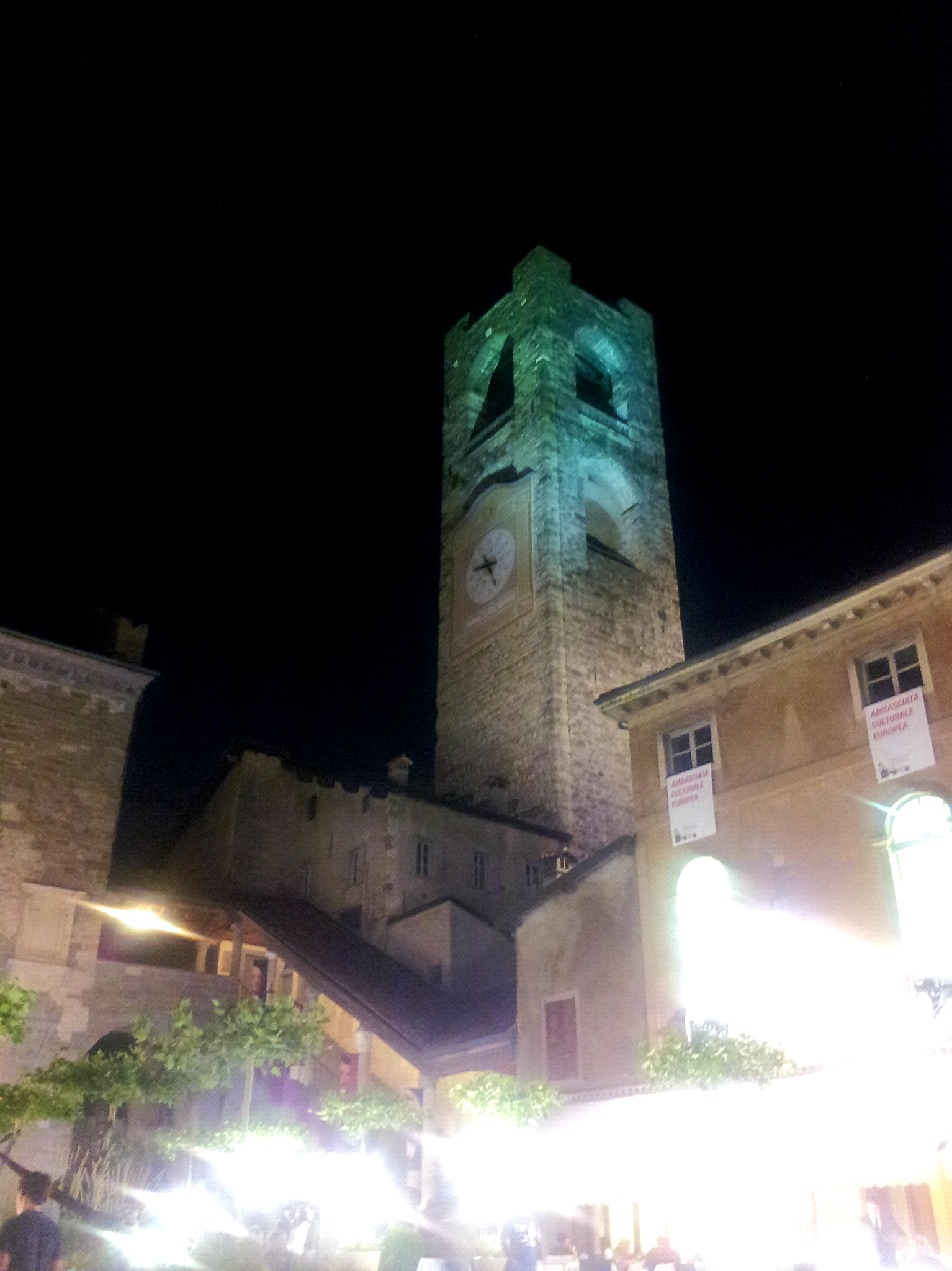
La torre civica in versione notturna

Era l'epoca in cui la contrapposizione con i guelfi raggiunse l'apice, tanto che ogni famiglia facoltosa residente nella città soleva erigere una torre: tanto più alta era la costruzione più prestigio acquisiva la famiglia.
Nel frattempo tutto attorno si era sviluppata Piazza Vecchia, cuore delle istituzioni politico-amministrative, e piazza del Duomo, centro religioso cittadino. La torre, dalla cui sommità si potevano ammirare entrambe le piazze, si trovò ad essere un riferimento per tutti gli abitanti. La torre nel XIV secolo ospitava anche le carceri cittadine.
Qualche secolo più tardi la struttura venne acquisita dalla municipalità bergamasca, che vi collocò alcune campane. Queste, oltre a scandire il tempo, servivano anche per richiamare a raccolta la cittadinanza, soprattutto in momenti di calamità.
Inoltre la campana maggiore, benedetta nel 1656 e ribattezzata dagli abitanti  Campanone, alle dieci di ogni sera batteva cento rintocchi per indicare il coprifuoco che ricordava la chiusura delle quattro porte di accesso alla città. Questa usanza si ripete tuttora a memoria degli eventi passati, così come quando si riunisce il Consiglio comunale, si svolge la processione del Corpus Domini o si tiene il concerto di tutti i campanili della città il 25 agosto, organizzato dalla Federazione Campanari Bergamaschi, giorno della vigilia del patrono Sant'Alessandro.
Così come avvenuto per numerosi monumenti situati nelle immediate vicinanze, a partire dalla seconda metà del XX secolo l'edificio venne coinvolto in un progetto di rivalutazione in chiave turistica, con un intervento di ammodernamento che introdusse un ascensore che permette di dare un'alternativa a chi non vuole raggiungere la sommità della struttura mediante la scaletta.

## Struttura
Inizialmente alta 37 metri, fu sottoposta a piccoli ma continui interventi di ampliamento già in età medievale, che le permisero di raggiungere gli attuali 56 metri di altezza che la rendono la torre più alta della città.
Dalla sommità si può godere di un panorama sia sulla città alta che sulla città bassa, la pianura circostante, nonché le propaggini montuose delle Prealpi Orobie.
Le sue caratteristiche tipicamente medioevali la rendono inoltre uno dei monumenti principali della città, tanto da essere ben visibile nello sky-line di città alta.

## Campane
La torre ospita un concerto di tre campane montato su un castello in ferro.
La maggiore, conosciuta come "Campanone" è una tra le più grandi campane della Lombardia.  Fu fusa nel 1656 dal veronese Bartolomeo Pisenti, chiamato dal podestà per rimpiazzare le precedenti campane ormai rotte. La fusione del campanone fu travagliata in quanto i primi due tentativi fallirono, rispettivamente, per lo scoppio della sagoma (1652) e per l'incrinatura della campana dopo soltanto pochi mesi (1653).
Il suo diametro misura 2.07 metri ed il peso è stimabile attorno ai 5580 kg, 300 kg circa quello del battente. Espressa rispetto alla frequenza fondamentale di 440 Hz la nota riprodotta corrisponde al Fa#2 +20 centesimi.
Il ricco corredo ornamentale di gusto manieristico presenta, oltre al marchio del fonditore, alcune iscrizioni, sia interne al vaso che esterne: tra esse il distico elegiaco in latino Laeta, dies, horas, funebria, nubila, cives / concino, sacro, noto, defleo, pello, voco, la cui traduzione (abbinando i sostantivi dell'esametro ai verbi del pentametro) è «Canto gli eventi lieti, consacro i giorni, segno le ore, piango i funerali, scaccio i temporali, convoco il popolo». La data impressa indica 1655, anno in cui fu approntata la sagoma. Il sistema di suono originario era a slancio ad opera di squadre di campanari, ma non si esclude che per un periodo fosse fissa e suonata muovendo il battente. Oggi il sistema è a slancio elettrificato, nonché ad elettrobattente per lo scoccare delle ore.
La campana mezzana risale al 1949 ed è opera di fusione del bergamasco Angelo Ottolina che riuscì ad ottenere il calco prima che l'originale del 1653 fusa da Bartolomeo Pisenti fosse requisita dallo Stato italiano e distrutta per motivi bellici. Essa, pur presentando una sagoma moderna riprende le decorazioni originali. 
Il diametro misura 1.15 metri ed il peso è di 915 kg. Espressa rispetto alla frequenza fondamentale di 440 Hz la nota riprodotta corrisponde al Mi3 + 30 centesimi. Anch'essa riporta un notevole corredo ornamentale manieristico simile a quello del campanone. È impresso l'anno 1652 in cui fu pronta la sagoma, ma il primo tentativo di fusione non andò a buon fine. Il sistema di suono è a slancio elettrificato.
La campana più piccola nonché più antica fu fusa nel 1474 da Gasparino da Vicenza.
Il diametro misura 0.93 metri ed il peso è di circa 480 kg. Espressa rispetto alla frequenza fondamentale di 440 Hz la nota riprodotta corrisponde al Sol3# +20 centesimi. La sagoma presenta un profilo snello vicino a quello trecentesco ed è priva di decorazioni: sono riportate solo alcune iscrizioni tra le quali la firma dell'autore. Il sistema di suono è a slancio elettrificato e ad elettrobattente per lo scoccare della mezzora.